# Hamilton (entreprise)
Pour les articles homonymes, voir Hamilton.
 (avril 2021).
Hamilton est une entreprise d'horlogerie américaine fondée à Lancaster en Pennsylvanie, États-Unis, le 14 décembre 1892, rachetée par la SSIH en 1974, englobée dans la SMH en 1983 et intégrée dans Swatch Group en 1998.

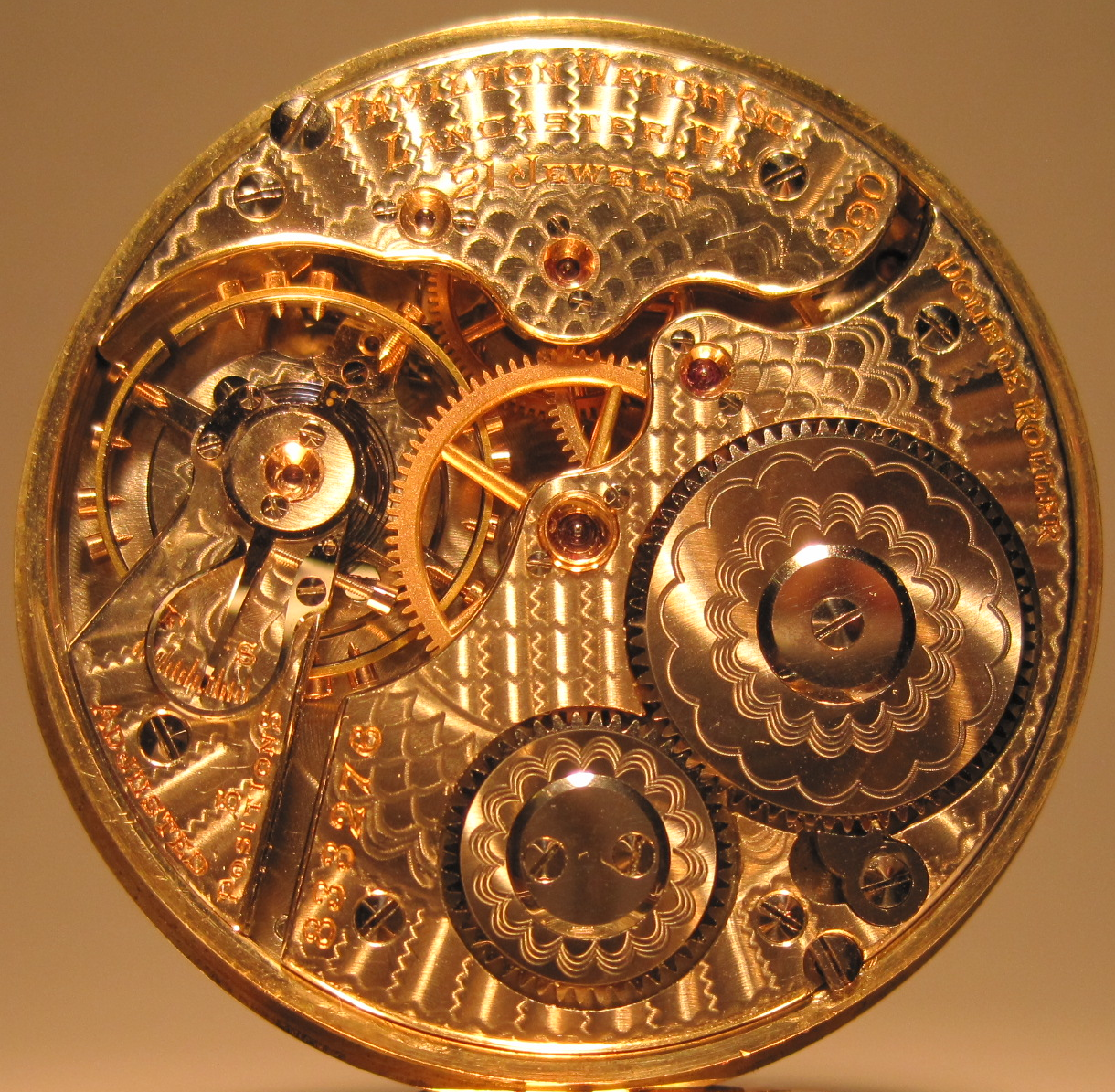
Mouvement de montre de gousset, modèle Hamilton 990, fabriqué vers 1910.

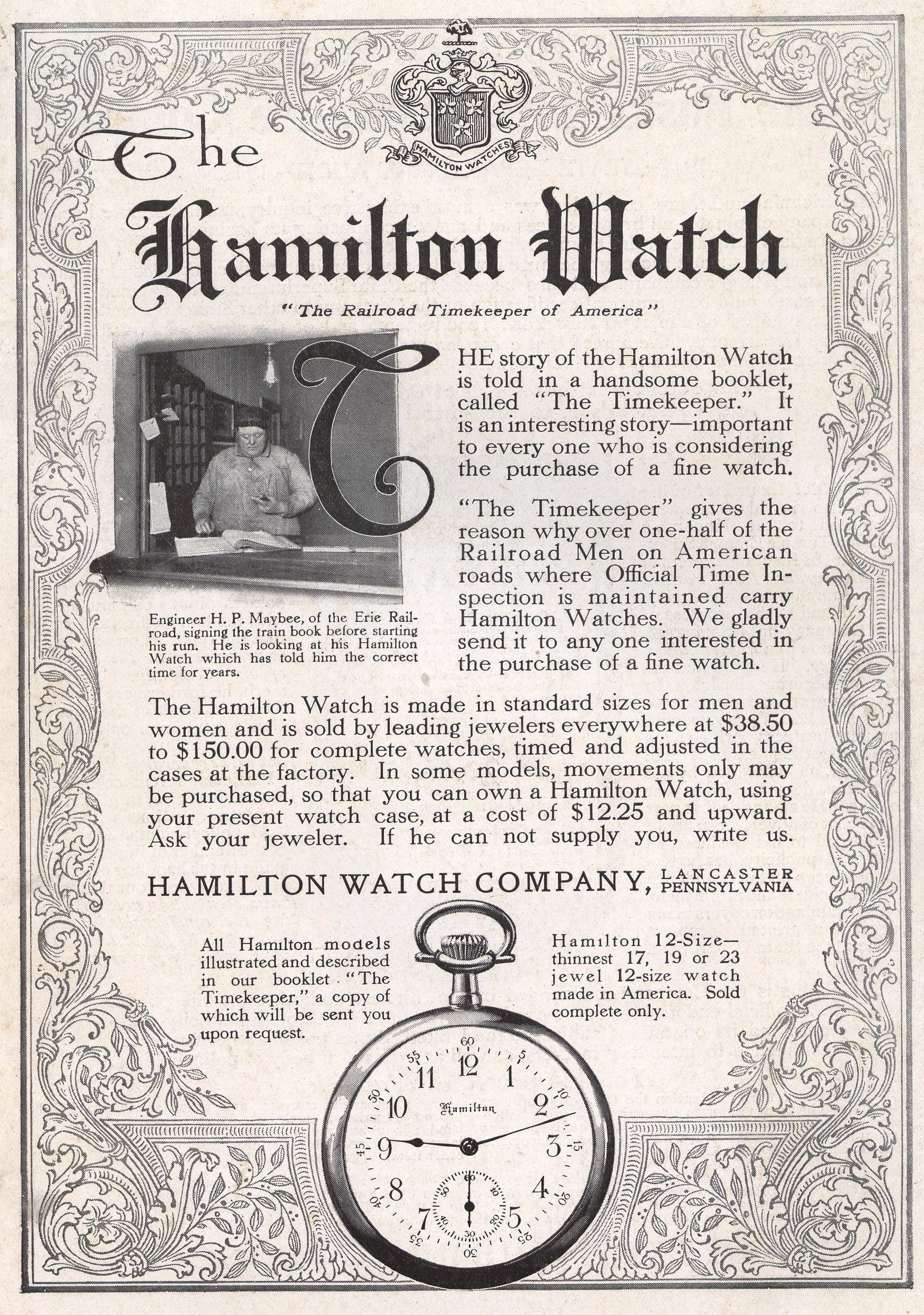
Réclame pour les montres Hamilton de 1913 aux States

## Chronologie américano-
- 1874 : Adams & Perry Watch Co., active de septembre 1874 à mai 1876[1].
- 1877 : Lancaster Pennsylvania Watch, active de août 1877 à mai 1879.
- 1883 : Lancaster Watch Co., active de mai 1883 à fin 1886.
- 1886 : Keystone Standard Watch Co., active de 1886 à 1890.
- 1892 : Hamilton Watch Co., active dès le 14 décembre 1892.
- 1917 : Première montre-bracelet "0 size".
- 1928 : Rachat de Illinois Watch Co.
- 1935 : Sortie de la montre destinée à l'armée américaine.
- 1959 : Déplacement du siège à Biel/Bienne et collaboration avec Büren.
- 1957 : Sortie du mouvement à microrotor de Büren.
- 1959 : Sortie de la montre électrique Ventura équipée du mouvement H500A.
- 1966 : Rachat de Büren Watches Co. en Suisse.
- 1969 : Interruption de la production aux Etats-Unis.
- 1970 : Sortie de la première montre à affichage digital "Pulsar".
- 1974 : Intégration dans la Société suisse pour l'industrie horlogère (SSIH).
- 1983 : Intégration dans la Société de microtechnique et d'horlogerie (SMH).
- 1985 : Rachat par Hayek Engineering.
- 1998 : Intégration dans le Swatch Group et cession de Pulsar au japonais Seiko.
- 2007 : Série spéciale pseudo-historique "Ventura", reprenant les codes du modèle.
- 2020 : Série spéciale pseudo-historique PST, reprenant les codes du modèle "Pulsar".

## Historique de la compagnie
La firme "Hamilton Watch Co." est fondée aux États-Unis, le 14 décembre 1892 à Lancaster en Pennsylvanie. L'entreprise se développe à partir de la société "Adams & Perry Watch Manufacturing Company", où E.F. Bowman a présenté un prototype de montre le 26 septembre 1874 et produit le premier mouvement le 7 avril, 1876. Du gabarit "19S", seules un millier de pièces de ce mouvement sont manufacturées, avant d'adapter la taille au standard le plus répandu, soit le "18S", dont la production débute le 1er septembre 1877 à la "Lancaster Watch Company".

### Expansion grâce aux chemins de fer et à l'armée
La première montre directement produite par Hamilton sort en 1893. Ses premières séries de montres de poche, Broadway Limited, sont vendues sous le nom de « Watch of Railroad Accuracy » auprès des employés des chemins de fer américains, à la suite des pionniers Waltham et Elgin. Comme les employés des chemins de fer avaient besoin d'une référence temporelle fiable, ces garde-temps connaissent une diffusion rapide. Tant et si bien que vers 1923, plus de la moitié de la production de Hamilton est consacrée aux montres pour les employés des chemins de fer. La plupart des montres Hamilton avaient un ressort de remontage avec une réserve de marche de 42 heures.
En 1935, fort de cette notoriété, Hamilton commence à produire des montres militaires pour le compte du département d'état américain. Ce nouveau secteur d'activité va permettre à Hamilton de fournir plus de cent dix mille montres équipée du mouvement 987A aux forces américaines et aux alliés pendant la seconde guerre mondiale. De petites quantité de montres seront également envoyées en Angleterre et à l’URSS par l'intermédiaire des associations "war-relief", comme les 300 montres 987A distribuées par Staline aux héros de l'union soviétique.

### Déplacement du siège en Suisse

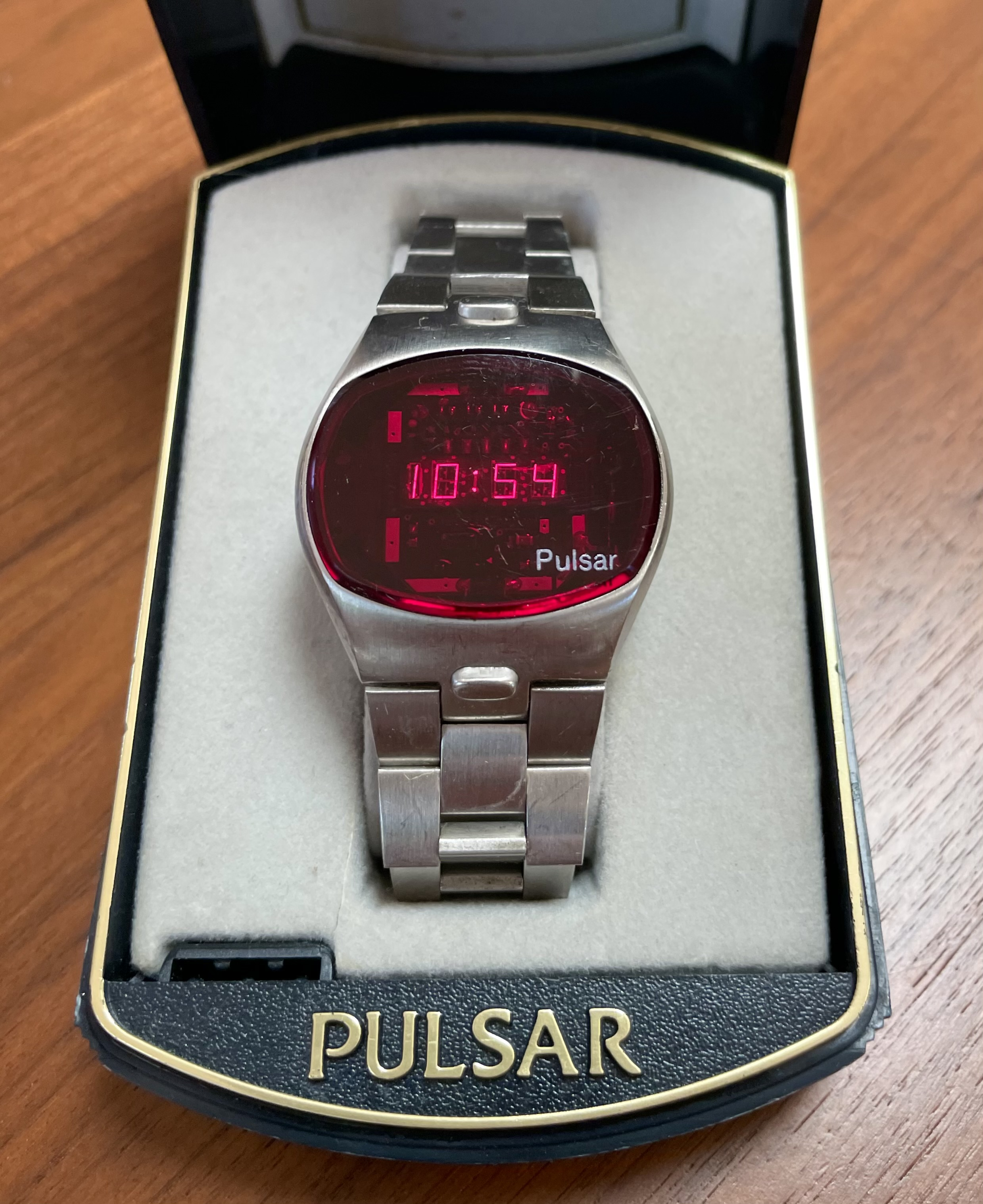
Hamilton Pulsar à affichage digital

Après le rachat de la société A. Huguenin Fils SA du Locle, la marque et la raison sociale sont transférés à Biel/Bienne en Suisse pour bénéficier de l'appellation protégée Swiss Made. C'est d'ailleurs le premier rachat étranger d'une entreprise horlogère suisse autorisé par les autorités chargées de la stricte application du "Statut Horloger", alors en vigueur en 1959. la firme Hamilton travaille alors en étroite collaboration avec la défunte Büren Watch Co, fabrique de montres établie en 1842 par F. Suter & Co à Büren an der Aare. Mais la production des montres Hamilton aux États-Unis cesse définitivement vers 1969. Au début des années 1970, la marque Hamilton présente sa révolutionnaire montre à affichage à LED nommée « Pulsar », dont l'autonomie était limitée. En 1974, Büren et Hamilton sont intégrées dans le groupe horloger SSIH dirigé par les sociétés Omega et Tissot.
Sous l'égide de SSIH, Hamilton développe à nouveau des activités aux États-Unis, depuis un nouveau siège établi vis-à-vis de l'ancienne fabrique, en collaboration avec le groupe Suisse. Depuis 1983, la société, à la suite de la fusion de SSIH avec le groupe ASUAG, intègre la holding SMH, puis le Swatch Group. En 1998, après la formation du Swatch Groupe, Hamilton cède la marque Pulsar au japonais Seiko.